# Cronobiologia

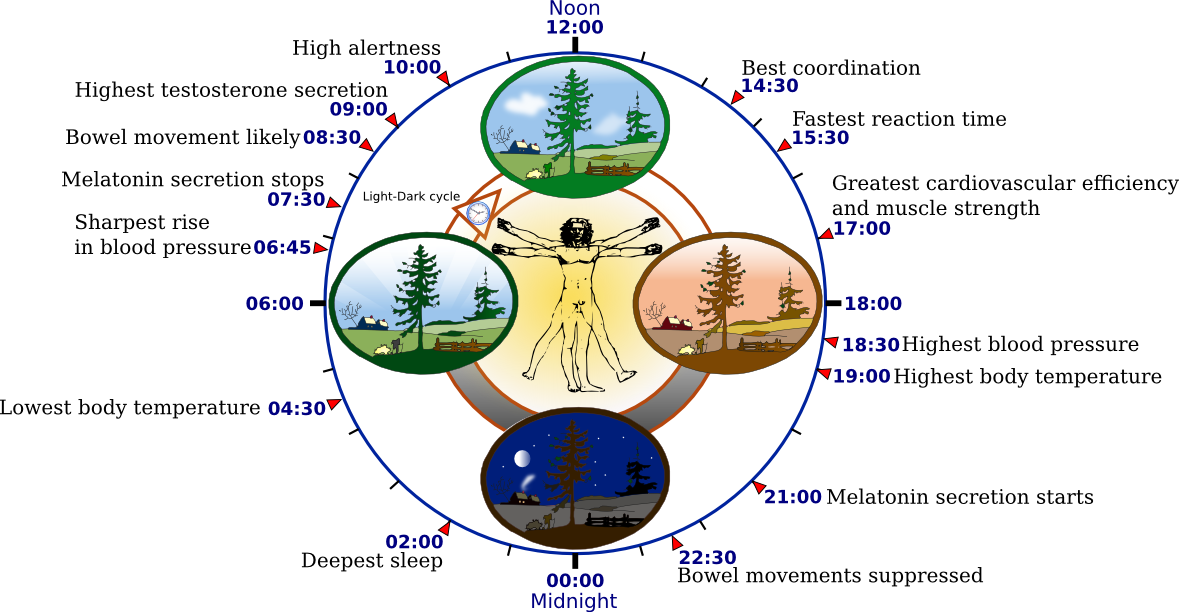
Relógio biológico humano

Cronobiologia é a ciência que estuda os ritmos biológicos, ou seja, fenômenos biológicos que ocorrem de forma recorrente no tempo, com uma periodicidade marcada. Os ritmos biológicos podem ou não ter uma correspondência temporal com ciclos ambientais, como ciclo dia e noite, os ciclos de marés e as estações do ano. Além disso, esses ritmos podem ter diferentes frequências: alguns ocorrem com período próximo de 24 horas e são chamados de diários ou circadianos, os com período maior que 28 horas são chamados de infradianos e aqueles com períodos menores que 20 horas de ultradianos.
Os ritmos circadianos, por exemplo, são gerados a partir de estruturas anatômicas e processos fisiológicos chamados relógios biológicos. As primeiras ideias da existência de relógios biológicos datam do século XVIII, mas somente no século XX a cronobiologia tornou-se uma disciplina aceita internacionalmente. No ano de 1960, no evento Cold Spring Harbor Symposium of Quantitative Biology – Biological Clocks, foram definidas as principais vertentes desta nova área científica.

## Valor adaptativo dos ritmos biológicos
O estudo da morfologia, fisiologia e comportamento é fundamental para o entendimento da adaptação do organismo ao meio em que está inserido. Essas caraterísticas morfo-funcionais podem apresentar variações periódicas ou cícilas com o decorrer do tempo, em grande parte dos animais, vegetais e outros seres vivos.
Alguns desses ritmos biológicos têm correspondência com o ambiente, como é o caso dos ritmos circadianos, que se expressam com período próximo de 24 horas e têm como paralelo o dia e a noite ambientais. Apesar disso, os ritmos circadianos têm controle endógeno, ou seja, eles são expressos mesmo em condições artificiais de laboratório, onde se eliminam as variações entre dia e noite. O interessante é observar que em indivíduos cegos, que não percebem as variações diárias na luminosidade, os ritmos circadianos continuam se expressando, o que demonstra a natureza endógena de tais oscilações. Embora esses ritmos persistam em condições constantes, eles são sincronizados com o dia e a noite, a partir de pistas ambientais denominadas zeitgeber (do alemão, doador de tempo). Um bom exemplo de zeitgeber é o ciclo luz/escuro que funciona como o principal sincronizador para os ritmos circadianos de muitas espécies.
Se os ritmos circadianos têm paralelo com variações no ambiente, qual a importância de haver o controle endógeno? Não seria mais simples que os organismos simplesmente reagissem ao dia e à noite? Especula-se que a endogenicidade traga vantagem adaptativa, na medida que ela permite uma antecipação a eventos previsíveis do ambiente. Um pássaro diurno que se alimenta longe do seu local de descanso, poderia acordar antes do sol nascer e chegar ao local de alimentação nos primeiros momentos de luz, levando vantagem sobre indivíduos de outra espécie que esperassem o amanhecer para iniciar sua atividade. Outra hipótese é de que o controle endógeno permite uma organização temporal interna, ou seja, a coordenação ao longo do dia de funções biológicas compatíveis e incompatíveis dentro do organismo.
Outros ritmos existem com frequências diferentes de 24 horas, por exemplo, os ritmos ultradianos (vários ciclos ocorrem a cada 24 h) e infradianos (um ciclo se completa a cada 28 horas ou mais). Exemplos dos primeiros são os ritmos de batimentos cardíacos ou de respiração, que completam vários ciclos dentro de uma única hora. Exemplos de ritmos infradianos são o ciclo menstrual em mulheres (a cada 28 dias) e ciclos estrais em roedores (a cada 3 ou 4 dias em ratos, por exemplo). Grande parte dos ritmos infradianos e ultradianos não apresentam correspondência com ciclos físicos do ambiente. Esses ritmos provavelmente surgem como consequência da função fisiológica, e não têm carregam o valor adaptativo de antecipação a eventos do ambiente.
Um exemplo de ritmo infradiano que apresenta correspondência ambiental são os ritmos anuais, que têm como paralelo as estações do ano. Alguns ritmos biológicos anuais persistem mesmo em condições constantes de laboratório, onde se eliminam as variações anuais do ambiente, como temperatura, fotoperíodo e disponibilidade de alimento. Esses ritmos anuais endógenos são denominados ritmos circanuais. Da mesma forma que os ritmos circadianos são sincronizados por pistas ambientais do dia e da noite, os ritmos circanuais são também sincronizados por sinais ambientais anuais. Por exemplo, o fotoperíodo (proporção entre horas de claro e escuro em um dia) é a pista ambiental mais estudada como sincronizador ou zeitgeber anual. Na primavera e verão os dias são mais longos e há maior proporção de horas de claro, ao passo que no outono e no inverno os dias são mais curtos e há maior proporção de horas de escuro. Esse padrão de mudanças no fotoperíodo se repete regularmente ano após ano, com exatidão, o que provavelmente favoreceu o uso deste sinal ambiental como zeitgeber dos ritmos circanuais, ao longo da evolução.

## Importância

### Área molecular
Muitos ritmos biológicos são gerados no nível celular, a partir de processos moleculares de expressão gênica, comumente chamados de relógios moleculares. Os ritmos circadianos são os mais estudados nesse âmbito. Outro aspecto importante da cronobiologia molecular é o estudo de genes eferentes, ou seja, aqueles genes cuja expressão transmite a ritmicidade gerada nos relógios moleculares para outras funções celulares. Dessa forma, o relógio molecular pode regular a expressão de ritmos nas células, órgãos, e, em última instãncia, na fisiologia e no comportamento dos organismos.

### Área da fisiologia
Nos animais mamíferos, os ritmos circadianos têm papel importante na regulação do ciclo do sono. Para manter nosso sono em horários adequados, devemos tomar cuidado com o horário e intensidade da exposição à luz, uma vez que nossos ritmos circadianos respondem a estímulos de iluminação do ambiente. Além disso, os ritmos circadianos em diferentes funções biológicas são coordenados ao longo do dia, em uma organização temporal interna, que organiza processos compatíveis em incompatíveis. Ritmos infradianos e ultradianos estão presentes também em diferentes funções fisiológicas como a respiração, circulação e reprodução.

### Na Psicologia
Diversos processos cognitivos, de aprendizagem e memória são influenciadas pelo sistema de temporização. O transtorno afetivo sazonal, por exemplo, é um transtorno de humor que ocorre na forma de um ritmo anual, com sintomas de depressão durante o outono e inverno.

### Saúde Pública
O trabalho em horários não convencionais gera uma dessincronização entre as funções diárias do ser humano e o dia/noite do ambiente. Esse desalinhamento envolve a ingestão de comida e exposição á luz em horário inesperados, podendo ter consequências para a saúde individual e coletiva. Dessa forma, estudos dos ritmos circadianos trazem embasamento para a o entendimento dessas consequências negativas e para a regulamentação do trabalho noturno ou em trocas de turno.